# Eugène Pons
Vous lisez un « bon article » labellisé en 2019.
Pour les articles homonymes, voir Pons.
Eugène Pons, né le 15 mai 1886 à Saint-Étienne et mort en déportation le 24 février 1945 au camp de concentration de Neuengamme, est une figure catholique lyonnaise, un imprimeur et un résistant français spécialisé dans l'impression de journaux clandestins. De 1940 à 1944, il se charge dans son imprimerie de la rue de la Vieille-Monnaie de l'impression de journaux de la Résistance, en particulier Témoignage chrétien, Combat, La Marseillaise et Franc-tireur. Il s'est également chargé des 25 000 exemplaires du Faux Nouvelliste le 31 décembre 1943. Prenant la défense d'un des employés de son imprimerie, il est arrêté en mai 1944, puis déporté à Neuengamme où il meurt d'épuisement en 1945.

## Biographie

### Jeunes années
Eugène Pons est le fils de Claudine Jay, institutrice originaire de Saint-Héand, et de Victor Pons (1847-1928), journaliste. Sa mère meurt alors qu'il est très jeune. Il développe dès son jeune âge une forte spiritualité, qui le conduit à adhérer au Sillon, mouvement catholique fondé par Marc Sangnier, à son adolescence.
Il se marie avec Rose-Adrienne Lavarière à Caluire-et-Cuire le 28 janvier 1913, alors qu'il habite le quartier de Bissardon. Son épouse est brodeuse et réside rue Diderot à Lyon. Leur premier enfant, Marcel Pons, naît le 13 janvier 1913.
En 1914, il est appelé pour combattre lors de la Première Guerre mondiale et intègre le 371e régiment d'infanterie. Il est envoyé en Grèce pour participer à l'expédition de Salonique, durant laquelle il contracte le paludisme.
Eugène Pons est de retour en 1918 à Lyon. Il trouve rapidement du travail et devient comptable dans une fabrique de parapluies. Il exerce ensuite la même activité pour une entreprise de fruits et légumes.

### Entre-deux-guerres

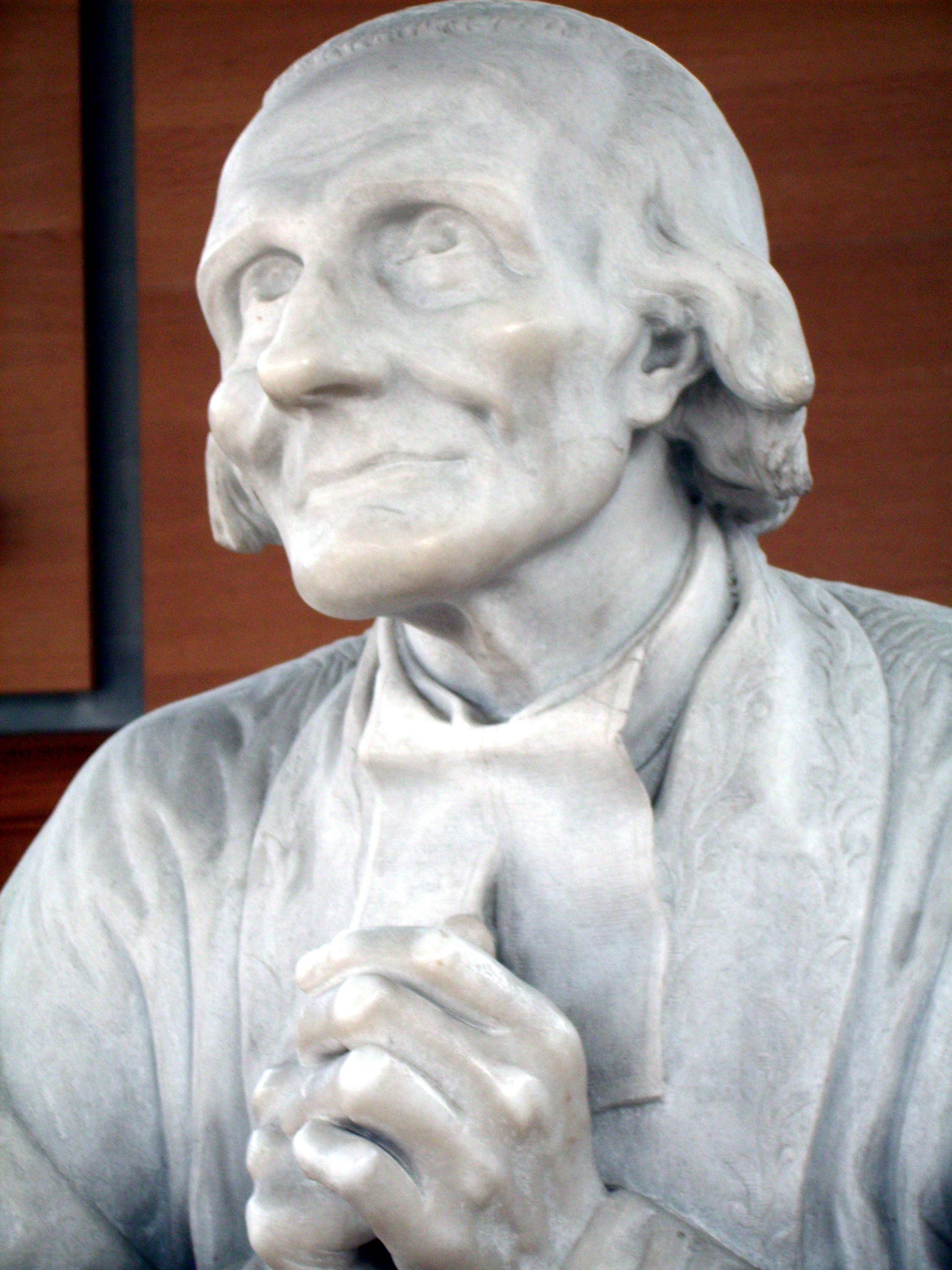
Le Curé d'Ars priant par Émilien Cabuchet.

Dès son retour de la guerre, Eugène Pons reprend ses activités spirituelles auprès du groupe lyonnais du Sillon, constitué avant-guerre. Il retrouve dans ce mouvement son orientation profonde vers le catholicisme social. En effet, Le Sillon, fondé en 1894 par Marc Sangnier, vise non seulement à offrir une réponse à l'encyclique Rerum novarum du pape Léon XIII prônant une ouverture accrue de l'Église en direction du monde, mais également et plus prosaïquement à rapprocher le catholicisme du monde ouvrier en lui proposant une alternative politique et spirituelle au communisme.

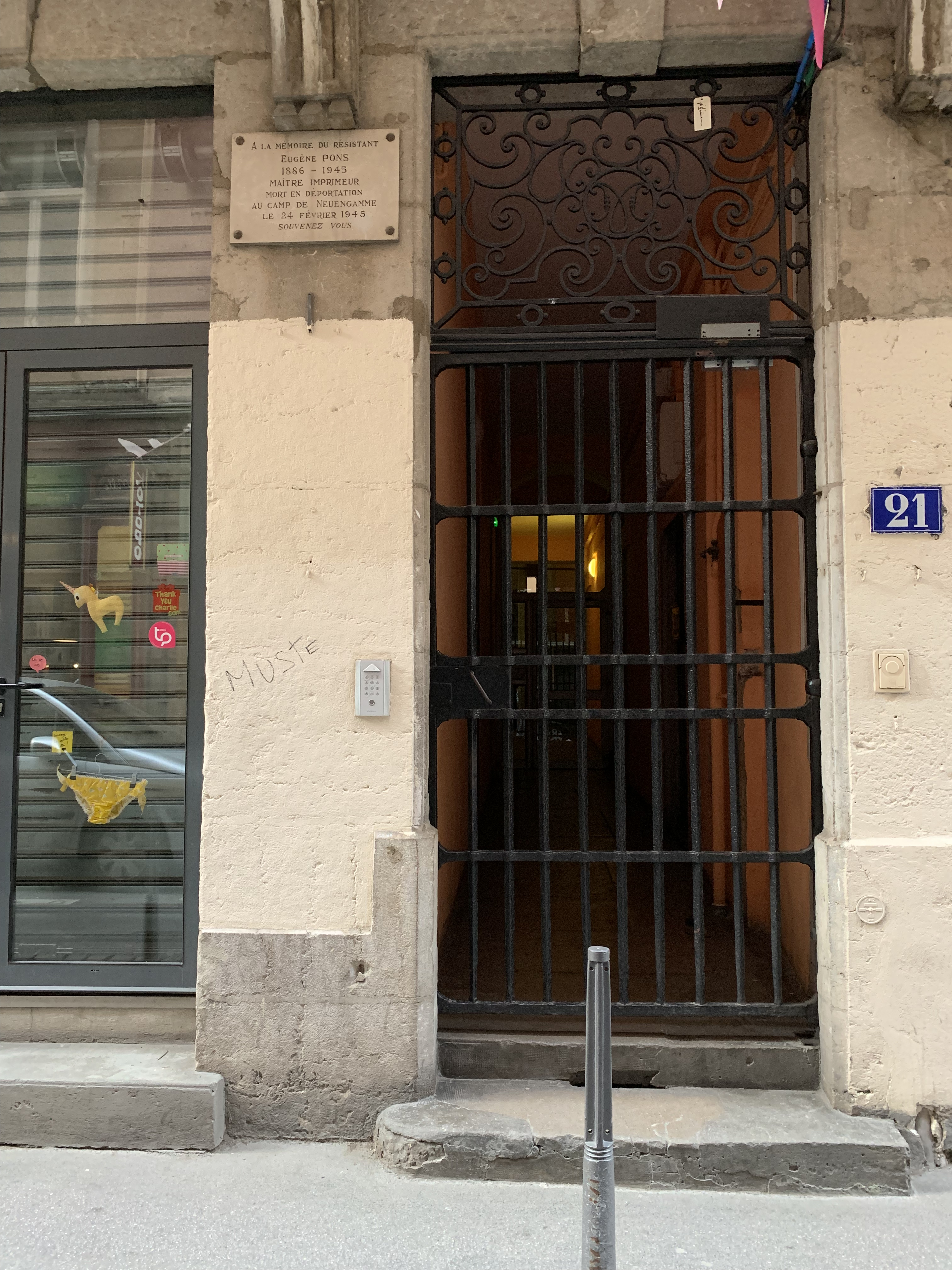
Le 21 rue de la Vieille-Monnaie, où se trouvait l'Imprimerie de la Source.

Il s'investit également en politique et adhère à la Ligue de la jeune République, parti politique également créé par Marc Sangnier. Il s'agit localement pour celle-ci de s'opposer au tout-puissant et plutôt anticlérical parti radical-socialiste d'Édouard Herriot. Rapidement, Eugène Pons organise les réunions lyonnaises à son domicile de la rue Denfert-Rochereau, auxquelles participent notamment Joseph Folliet ou encore Sylvie Mingeolet (1903-1955),. Les divers rassemblements du groupe lyonnais leur permettent de fréquenter des personnalités invitées comme Paul Claudel.
Son quotidien et celui de sa famille sont structurés autour de la foi catholique et de la prière. Il participe aux activités paroissiales de l'église Notre-Dame-Saint-Alban puis par la suite à celles de l'église Saint-Eucher de Lyon. Le pèlerinage également est très présent dans son existence : il fait un pèlerinage annuel à la basilique d'Ars pour rentre hommage au Curé d'Ars. Un autre pèlerinage fréquent est celui qu'il fait, après le travail, entre la colline de La Croix-Rousse et celle de Fourvière.
À Saint-Alban, Eugène Pons assiste l'abbé Laurent Remillieux (1882-1949), le fondateur de la paroisse. Il l'aide entre autres à organiser des activités éducatives dans le cadre de la Jeunesse ouvrière chrétienne.
Eugène Pons est également un sportif accompli. Membre de la société sportive Le Patriote, qui dépend de la paroisse de l'église Saint-Denis-de-la-Croix-Rousse, il excelle au tir à la carabine. Il participe également plusieurs fois à la traversée de Lyon à la nage, en descendant le Rhône.
Eugène Pons saisit une opportunité professionnelle qui lui vient par l'intermédiaire de son ami Georges Neveu. En effet, Victor Carlhian acquiert l'Imprimerie de la Source au 21 de la rue de la Vieille-Monnaie et recherche un gérant. Il recrute Eugène Pons pour cet emploi, et celui-ci devient ainsi imprimeur. Il a la charge de l'impression de divers journaux et brochures à vocations philosophique et œcuménique. En 1940, Eugène Pons dirige une équipe d'une vingtaine de personnes travaillant dans l'imprimerie.

### Seconde Guerre mondiale

#### Résistance

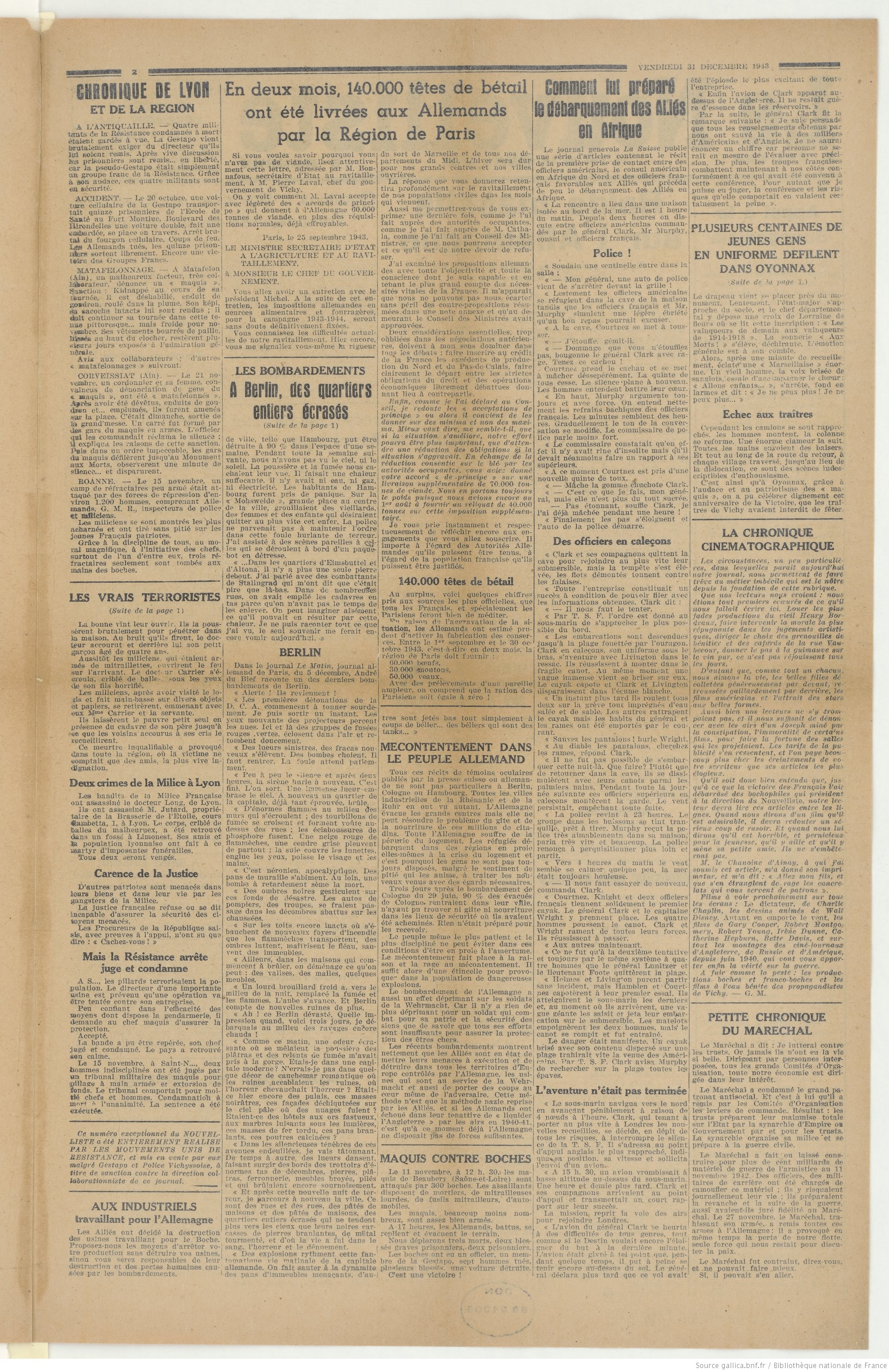
La page 2 du Faux Nouvelliste.

Dès 1940, Eugène Pons se pose la question de rejoindre Londres, mais, considérant ses responsabilités familiales, il choisit d'intégrer la Résistance. Ses premières actions de résistance consistent en l'impression de tracts dont il a lui-même rédigé le texte, qui font appel aux valeurs chrétiennes. Il accepte immédiatement la demande du résistant communiste André Liebherr d'imprimer des tracts communistes, l'ennemi étant de son point de vue avant tout le nazisme.
En mai 1941, Eugène Pons imprime à la demande de Jean Stetten-Bernard un tract expliquant que le peuple français ne veut pas collaborer. Il réalise le travail en une nuit.
Début 1942, Henri Chevalier désire cesser l'impression de Franc-tireur dans son imprimerie du 40 cours de la Liberté, probablement pour des raisons idéologiques. Eugène Pons reprend aussitôt la suite de l'impression de ce journal. Il travaille également régulièrement pour le compte d'André Bollier pour l'impression du journal Combat. Il a également imprimé régulièrement le journal La Marseillaise.
Par la suite, il se charge d'imprimer le journal Témoignage chrétien. Si les deux premiers numéros sont imprimés à Villeurbanne par Joseph Martinet, Eugène Pons se chargera de tous les suivants à partir du no 3 de mars 1942 à la demande conjointe du père Chaillet et de Louis Cruvillier. Louis Besacier, qui se chargeait du brochage des journaux, reprend l'impression de Témoignage chrétien quand Eugène Pons est arrêté en mai 1944.
Jusqu'à son arrestation en 1944, l'activité en journée de l'imprimerie est tout à fait ordinaire : Eugène Pons et ses employés impriment diverses brochures en toute légalité. C'est la nuit, le samedi et le dimanche que l'imprimerie est dédiée à l'impression de journaux clandestins. Il est parfois assisté de certains de ses employés, en particulier le contremaître Verrier, les ouvriers Charles Planchet (né en 1896), et son gendre Pierre Barnier (1920-1997), qui travaillait alors à l'imprimerie.
Le 31 décembre 1943 il imprime en une nuit, avec l'aide de son gendre Pierre Barnier, 25 000 exemplaires du Faux Nouvelliste,, un faux exemplaire du journal collaborationniste Le Nouvelliste.
Il imprime également des faux papiers pour la Résistance depuis au moins le début de l'année 1942. Ceci est confirmé par le témoignage du résistant Adrien Némoz qui écrit :

« Eugène Pons qui dès 1940, imprimait tout ce qu'on lui demandait. De mémoire je citerai : France-Tireur, le Nouvelliste clandestin, des fausses cartes d'identités, des laissez-passer autorisant la circulation des personnes et des marchandises et au début de 1942 les cahiers de Témoignage chrétien. »

Il précise également les motivations humanistes et spirituelles d'Eugène Pons à s'engager dans la résistance :

« Au début du siècle, sa rencontre avec Le Sillon de Marc Sangnier […] l'avait convaincu que la foi chrétienne devait inspirer les actions des hommes. La résistance d'Eugène Pons eut des motifs à la fois patriotiques et spirituels […] et il fallait absolument empêcher les nazis vainqueurs d'imposer au monde leur mystique antichrétienne. »

#### Arrestation et déportation
La Gestapo inspecte l'imprimerie le 21 mai ou le 22 mai 1944 vers midi. Aucun imprimé clandestin n'est trouvé même s'il semble que des exemplaires de Témoignage chrétien se trouvaient dans le local. Un ouvrier, Charles Lang, d'origine alsacienne, se charge de la traduction. L'inspection terminée, la Gestapo décide d'emmener Charles Lang soupçonné d'être un Allemand. Eugène Pons s'y oppose et exige que son employé reste dans l'imprimerie dans la mesure où rien de compromettant n'avait été trouvé. Ce sont finalement les deux hommes — Charles Lang et Eugène Pons — qui sont emmenés par la Gestapo.
Eugène Pons est d'abord emmené à la prison Montluc puis envoyé au camp de Royallieu. Le 15 juillet 1944, il est déporté en train au camp de concentration de Neuengamme. Charles Lang (né le 7 janvier 1907 à Lyon) est également déporté à Neuengamme, où il meurt le 30 décembre 1944.
Adrien Némoz est présent à l'imprimerie le jour de l'arrestation d'Eugène Pons : les deux jours précédents ont été occupés par l'impression d'un cahier de Témoignage Chrétien intitulé « Exigences de la libération ». Il quitte les lieux quinze minutes avant l'arrivée de la Gestapo.
Du côté de la Résistance, une opération de sauvegarde s'organise rapidement. Henri Frenay l'explique ainsi : sous la direction d'André Bollier, les feuilles déjà imprimées, certaines pièces des machines ainsi que des feuilles de papier vierge sont récupérées rue de la Vieille-Monnaie et sont transférées rue Viala, où se trouve une autre imprimerie clandestine.

#### Neuengamme
Eugène Pons arrive à Neuengamme après quatre jours de train. Outre l'environnement concentrationnaire, les conditions inhumaines, la privation de nourriture et la violence physique des surveillants, les prisonniers sont tenus de travailler douze heures par jour : Eugène Pons a d'abord été affecté au transport de pierres sur le canal, puis à l'atelier de tressage dans lequel les cheveux étaient transformés en cordages.
Le prêtre dominicain Claude Humbert (matricule 33221) rencontre Eugène Pons à Neuengamme : ils échangent quelques fois au travers d'une grille. Ils prient à chaque occasion pour les combattants de Lyon et de France en récitant le chapelet de Simon le Zélote.
Eugène Pons, matricule 36921, meurt d'épuisement le 24 février 1945. La dernière personne à l'avoir vu vivant est Maître Périssé, avocat à Toulouse, lui-même prisonnier à Neuengamme.

## Famille

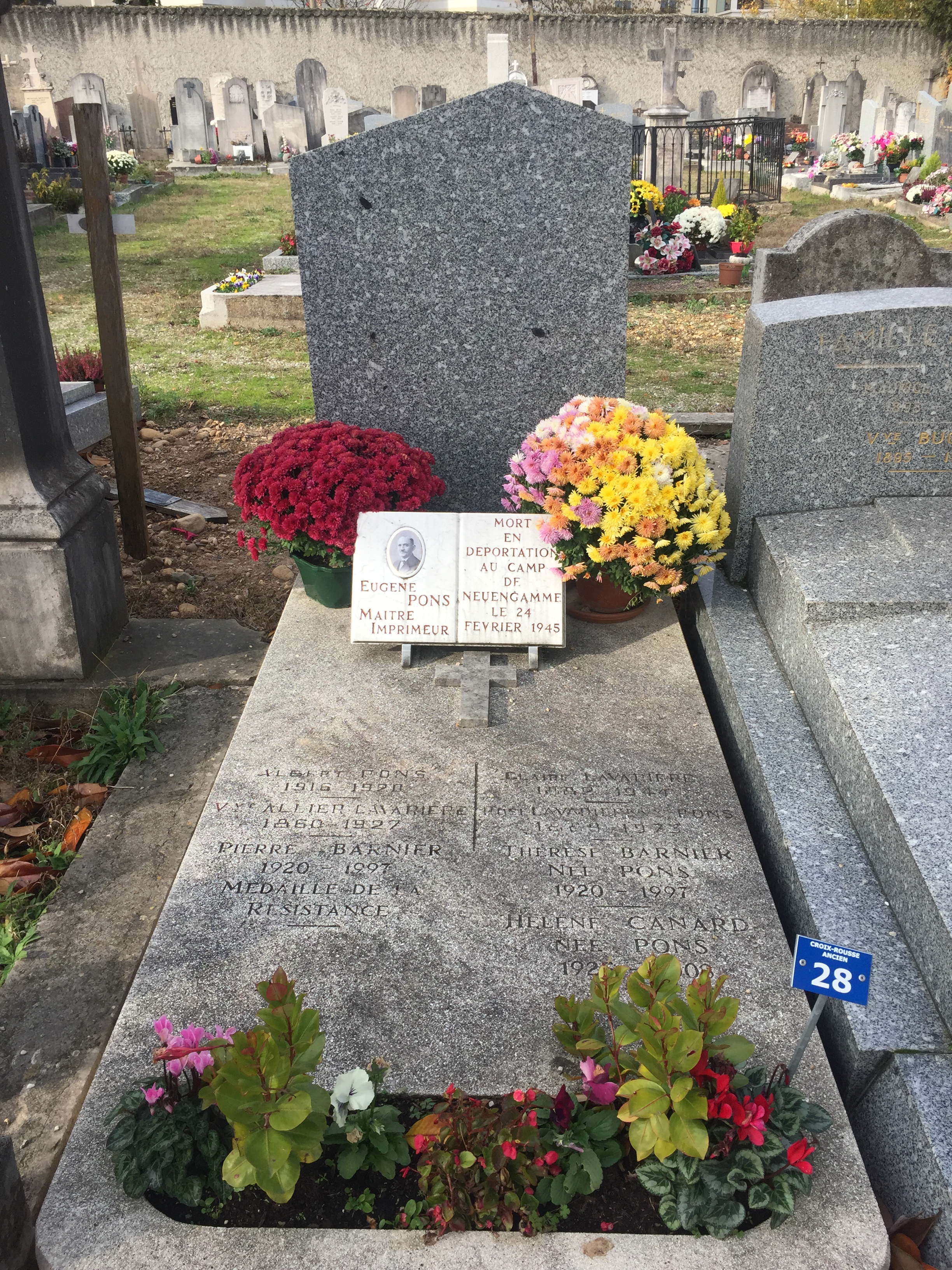
Caveau de la famille Pons dans l'ancien cimetière de la Croix-Rousse. La plaque blanche installée sur la tombe rend hommage à Eugène Pons.

Eugène Pons et Rose-Adrienne Lavarière (1888-1973) ont eu sept enfants, dont deux décédés en bas âge :
- Marcel Pons (13 janvier 1913 à Caluire-et-Cuire - 22 avril 2002 à Toulon), vicaire et auteur de la biographie d'Eugène Pons ;
- Georges Pons (10 février 1915 - 1916) ;
- Albert Pons (22 juin 1916 - 4 décembre 1920) ;
- Thérèse Barnier née Pons (octobre 1920 - 1997), épouse de Pierre Barnier (1920-1997), Médaille de la Résistance ;
- Marie-Claude Thomasset, née Pons ;
- Hélène Canard née Pons (1925 - 2003) ;
- André Pons (1930-2003).

## Hommages et distinctions

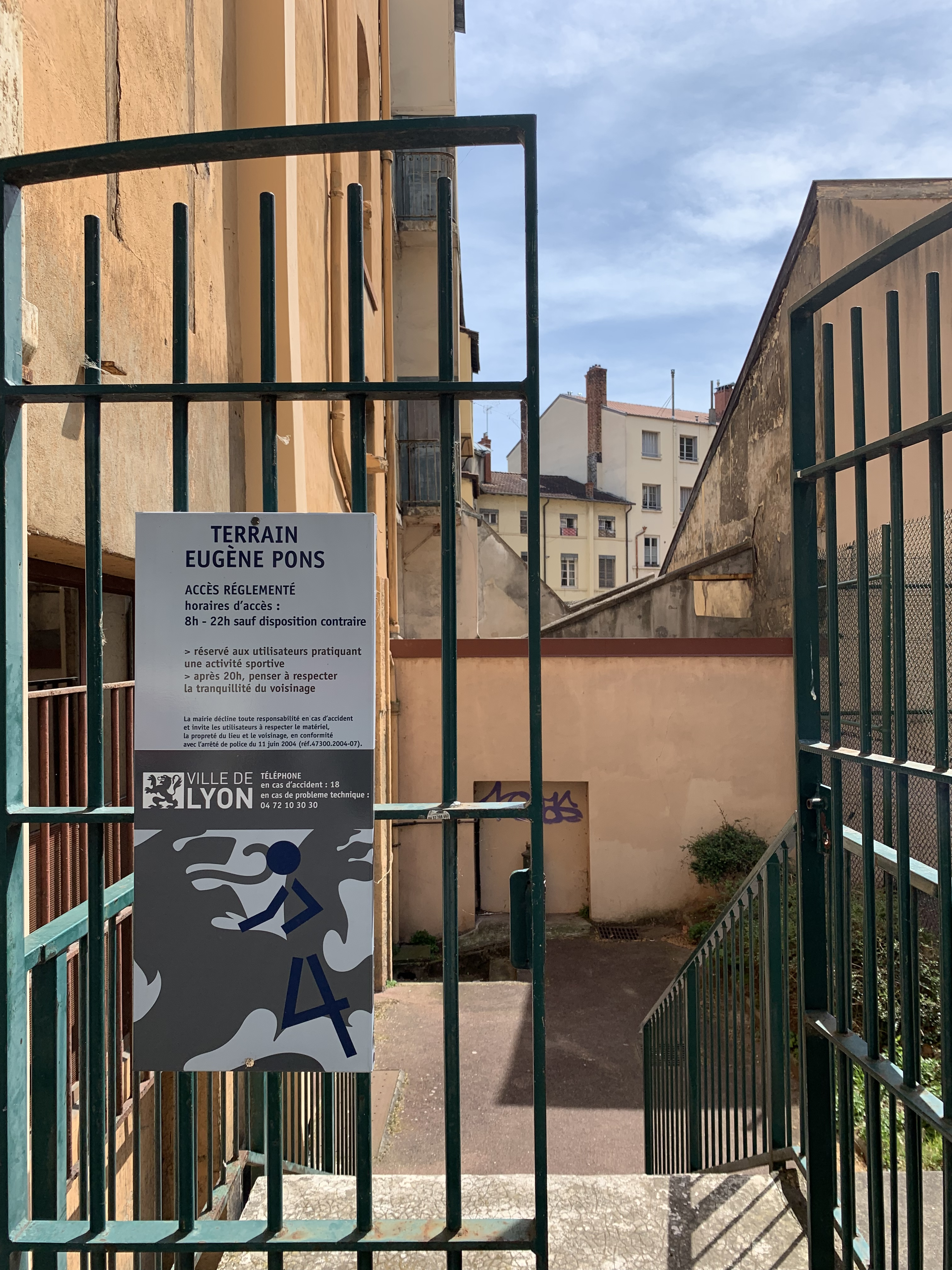
Entrée du terrain Eugène-Pons à Lyon.

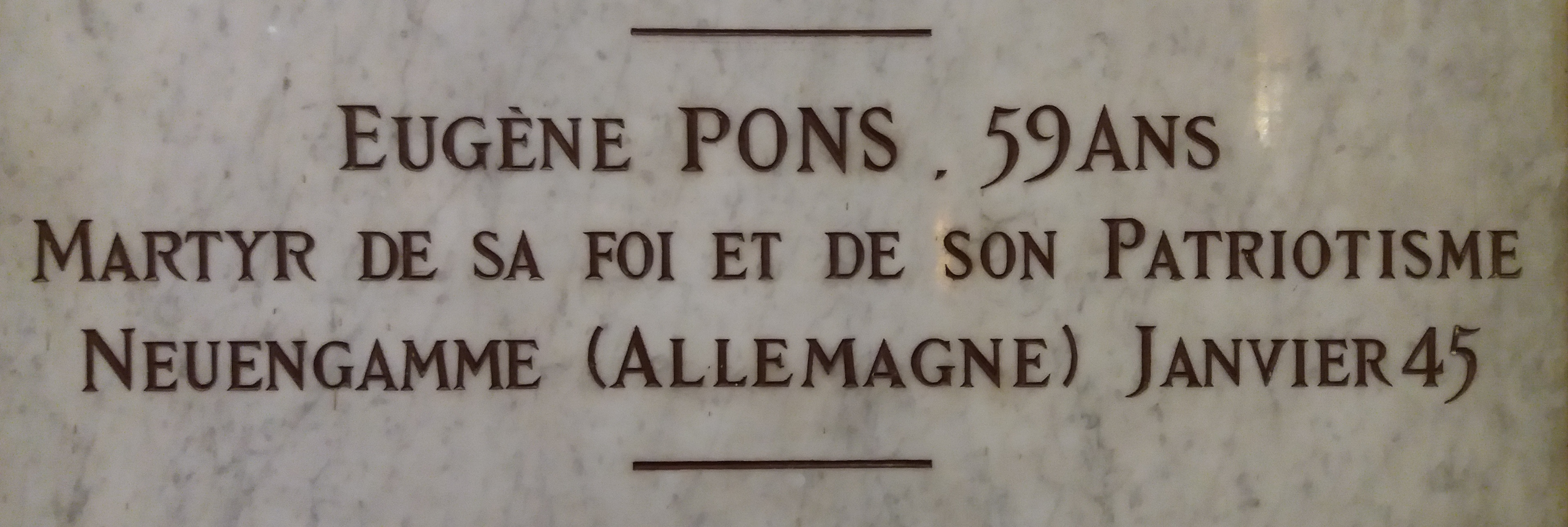
Plaque commémorative dans l'église Saint-Eucher de Lyon.

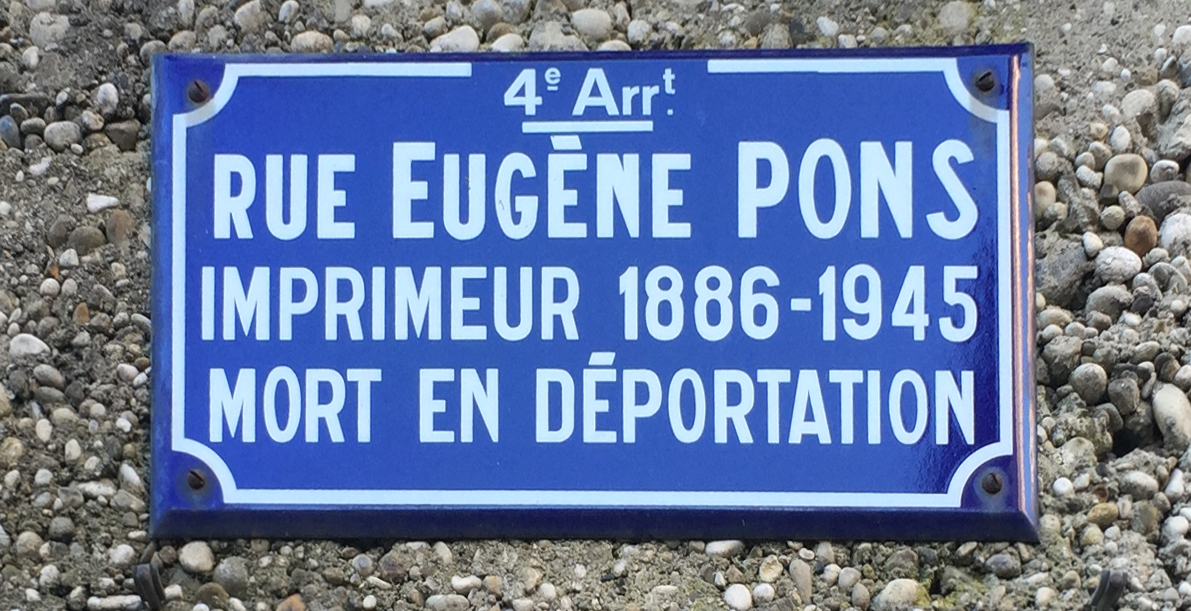
Plaque de la rue Eugène Pons dans le 4e arrondissement de Lyon.

Eugène Pons reçoit, à titre posthume en 1945, la médaille de la Résistance, la Légion d'honneur et la croix de guerre (avec palmes).
Une plaque est apposée sur le local où se trouvait son imprimerie — l'Imprimerie de la Source — au 21 de la rue Vieille-Monnaie (devenue rue René-Leynaud),.
Il y a une rue Eugène-Pons à Lyon. Cette longue rue pentue relie le cours d'Herbouville (qui longe le Rhône sur sa rive droite) à la rue Artaud et permet l'accès piéton au plateau de la Croix-Rousse depuis le pont Winston-Churchill,. Elle s'appelait auparavant rue de Dijon et encore auparavant rue Lafayette sous le Second Empire. Elle est renommée à la suite d'une délibération du conseil municipal de Lyon du 26 novembre 1945. Cette même séance du conseil municipal décide de l'apposition de la plaque au 21 de la rue Vieille-Monnaie où se trouvait l'Imprimerie de la Source mais également l'habitation de la famille Pons.
Son nom est par ailleurs inscrit sur une plaque collective située à l'intérieur de l'église Saint-Eucher de Lyon. Face au portail de l'église, rue des Actionnaires, se trouve enfin un terrain Eugène-Pons dédié au basket-ball.
Il existe une avenue Eugène-Pons à Beauchamp dans le Val-d'Oise dans un quartier résidentiel où les noms de voies sont dédiés à des résistants célèbres.

### Témoignages
L'épouse d'Eugène Pons, Rose-Adrienne Lavarière, aurait dit à leurs enfants, dès le lendemain de l'arrestation de leur père :

« La France ne peut être libérée sans qu'il y ait des martyrs. Si le Bon Dieu avait voulu choisir papa pour être de ceux-là ce serait terrible mais il faudrait en être fiers. »

L'homme d'église Pierre Chaillet considère après-guerre qu'Eugène Pons est « la figure la plus noble ; celle qui incite au respect et à l'amitié ; l'un des plus vaillants et des plus discrets héros de la résistance ».
Le résistant Eugène Claudius-Petit témoigne de son estime pour Pons dans le Témoignage chrétien du 27 février 1970 dans un article intitulé « Un homme tranquille… », qu'il conclut ainsi :

« Il nous reste son amitié, et quand se mêlent les odeurs de l'encre, du papier et des machines chaudes aux bruits sourds et cadencés des lourds plateaux, tu es là mon vieux Pons pour nous dire ce qu'est un homme. »